# Reynold C. Fuson
Reynold Clayton Fuson (* 1. Juni 1895 in Wakefield (Illinois); † 4. August 1979 in Breslau) war ein US-amerikanischer Chemiker (Organische Chemie).
Fuson machte zunächst eine Ausbildung als Lehrer am Central Normal College in Danville (Indiana) und studierte dann Chemie an der University of Montana, an der University of California, Berkeley mit dem Master-Abschluss und wurde 1924 an der University of Minnesota bei William Hammett Hunter mit der Arbeit Naphthalene and the centroid structure promoviert. Als Post-Doktorand war er an der Harvard University bei E. P. Kohler und ab 1927 Instructor und später Professor an der University of Illinois. 1963 emeritierte er und war vierzehn Jahre lang Gastprofessor an der University of Nevada.
Er war seit 1944 Mitglied der National Academy of Sciences und erhielt 1953 die William H. Nichols Medal, für Pionierarbeiten in stabilen Enolen, Diolen, ungewöhnlichen Grignard-Reaktionen und nukleophilen Substitutionen.
Er war Mit-Herausgeber von Organic Syntheses und des Journal of Organic Chemistry. Er veröffentlichte 285 wissenschaftliche Arbeiten. Er betreute 154 Doktoranden.

## Schriften
- Advanced Organic Chemistry, Wiley 1950
- mit H. R. Snyder: Organic Chemistry, 2. Auflage, Wiley 1954 (zuerst Wiley/Chapman and Hall 1942)
- Brief Course in Organic Chemistry, Ann Arbor 1940
- Organic Chemistry: lectures for the advanced student, Ann Arbor 1939
- mit Ralph Lloyd Shriner The systematic identification of organic compounds, Wiley/Chapman and Hall 1935, 1940, 1948
- Reactions of organic compounds; a textbook for the advanced student, Wiley 1962